# Flensburger Stadtdenker
Der Flensburger Stadtdenker war der Protagonist eines gleichnamigen Projektes in Flensburg. Der Verein Flensburger Baukultur e.V. führte das Projekt, auch Stadtdenker für Flensburg genannt, von 2004 bis 2008 durch und lud dazu jährlich eine prominente Persönlichkeit als „Stadtdenker“ in die dem Gast unbekannte alte Hafenstadt an der Flensburger Förde ein. Nach Ende eines einwöchigen Aufenthaltes befragten die Einheimischen den „Stadtdenker“ zu seinen unvoreingenommenen Eindrücken und Ideen. Die Berliner Stiftung Bürgermut wählte das ehrenamtliche Projekt 2009 zu einer der „1000 stärksten Ideen Deutschlands“.

## Bedingungen
Als wichtigste Bedingung durften die in Frage kommenden Kandidaten Flensburg nicht aus früheren Besichtigungen kennen oder in einem persönlichen Bezug zur Stadt stehen, da nur so eine unvoreingenommene Meinung über ihren Aufenthaltsort gewährleistet werden konnte. Der unvorbereitete Stadtdenker hatte sich erst bei Beginn seines Besuches, der von einem Montag bis zum darauffolgenden Freitag stattfand, über Flensburg zu informieren; der Verein gab im Vorhinein keinerlei Denkanregungen. Lediglich die beiden, zwei Wochen vorher zugesandten, lokalen Tageszeitungen, das Flensburger Tageblatt und die zweisprachige Flensborg Avis, gaben dem Protagonisten die Möglichkeit, im Voraus mehr über Flensburg zu erfahren. Er erhielt die Aufgabe, am Ende seines Aufenthaltes einen Abschlussbericht vorzutragen, der keinerlei Vorgaben hinsichtlich Form, Länge und Medien vorsah.
Dem Verein Flensburger Baukultur e.V. kam die Idee zum jeweils 10.000 Euro teuren Projekt im Jahr 2004. Die Organisatoren gaben den Stadtdenkern nahezu jede erdenkliche Hilfestellung, indem beispielsweise Gesprächstermine organisiert, Kontakte zu den Medien hergestellt und Besichtigungen per Auto, Schiff, Flugzeug und Fahrrad ermöglicht wurden. Alle vom Verein ausgewählten Stadtdenker zeigten sich bei der ersten Kontaktaufnahme am Telefon zwar überrascht, sagten aber spontan ihre Teilnahme am Experiment zu.

## Die fünf Flensburger Stadtdenker von 2004 bis 2008

### Arno Brandlhuber 2004
Den ersten Stadtdenker, den Kölner (heute Berliner) Architekt und Hochschullehrer Arno Brandlhuber (* 1964), wählte der Verein aus, weil sein Büro Brandlhuber+ auf einen fachübergreifenden Austausch mit Handwerkern, Künstlern, Schriftstellern, Fotografen und Musikern Wert legt.
Zu Anfang seines Aufenthaltes, der mit einer öffentlichen Veranstaltung in der Dänischen Zentralbibliothek für Südschleswig begann, standen für Brandlhuber zwei Fragen offen: „Wo oder was ist das Zentrum von Flensburg?“ und „Was ist das Wahrzeichen in Flensburg?“ Das Publikum beantworte die rhetorisch gemeinten Fragen uneinheitlich und vermuteten das Zentrum am historischen Mittelpunkt der Stadt an der Stelle des alten Thingplatzes (Lage), in der Innenförde oder am Südermarkt, dem belebten Handelszentrum in der Flensburger Innenstadt. Als Wahrzeichen wurden genannt das Nordertor, das Rathaus, die Nikolaikirche, die Förde und der Flensburger Hafen. Daraufhin machte Brandlhuber es sich zur Aufgabe in seiner Zeit als Stadtdenker, das Zentrum zu suchen und zu finden.
In seinem Abschlussbericht, vorgetragen in der alten Torpedohalle in Sonwik, hielt er zunächst in fünf Themenabschnitten fest, was er in seiner Zeit als Stadtdenker beobachtete: Ein harmonisches „gesellschaftliches Miteinander“ sah er zwischen Deutschen und Dänen und die hohe Arbeitslosigkeit wäre nicht erkennbar, jedoch wären die Ausländer in der Neustadt – trotz des hohen Bürgerengagements, wenn es sich um die Belange der Stadt handelt – noch nicht integriert. Ferner sollte die intakte und gut frequentierte „Einkaufsmeile Holm-Große Straße weiter gefördert“ und eine „Verdorfung des Stadtrands“ durch Einfamilienhausgebiete verhindert werden. Brandlhuber kritisierte die Randlage der Hochschulen auf dem Sandberg (Europa-Universität und Fachhochschule Flensburg) und nannte die Phänomenta als Vorbild für akademisches Leben in der Innenstadt. Intensiv erkundete er durch Segeln, Fliegen und Wandern das Gebiet und die Uferzonen rund um die Innenförde und stellte den anwesenden Politikern und Vertretern aus der Verwaltung die Frage: „Warum räumen sie an der Förde nicht auf?“ Hier sollten Investoren zwar mehr gefördert, aber nicht nur die landschaftlich attraktivsten Grundstücke verkauft werden, notwendig wäre ein Masterplan für eine geordnete und behutsame Stadtentwicklung. Die Förde sei der „Markusplatz“ und so lautete die Antwort auf seine Auftaktfrage, wo das Zentrum wäre:

„Der beste Platz der Stadt liegt in der Mitte der Förde.“

### Gert Kähler 2005
Der zweite Stadtdenker, der Hamburger Bauhistoriker und Architekturkritiker Gert Kähler (* 1942) hat zwar in Berlin Architektur studiert, arbeitete zu der Zeit indessen als freier Publizist. Einen Stadtdenker definierte er im Nachhinein als „jemand[en], der in fünf Tagen Defizite der Stadt erkennen und Rezepte zur Heilung finden soll“. Er sah darin „eine Aufgabe zwischen Donquichotterie und Größenwahn“ und wäre stolz, wenn man sich Stadtdenker „wie eine Promotion in den Personalausweis eintragen lassen“ könne.
Beim ersten Kennenlerntreffen, das wieder in der Dänischen Zentralbibliothek stattfand, entzog sich Kähler den Wünschen des Publikums, sich zu den damals aktuellen Themen wie etwa dem seinerzeit geplanten aber nicht verwirklichten Hotelneubau am Förde-Ostufer zu äußern, und bewahrte sich so seine Unabhängigkeit. Seine Erkundungstouren führten ihn mit einem alten Segelschiff übers Wasser und mit einer Cessna im Rundflug in die Luft, beinhalteten Gespräche mit dem parteilosen Oberbürgermeister Klaus Tscheuschner, Geschäftsleuten sowie Stadtplanern und ließen auch das Nachtleben nicht außer Acht, denn seine Unterkunft befand sich im traditionellen Rotlichtviertel der Stadt am Hafen.
Zum Abschluss der Woche formulierte Kähler seine Beobachtungen auf einer Präsentation im Orchesterprobenraum des Schleswig-Holsteinischen Sinfonieorchesters auf dem Museumsberg und stellte zehn Themenblöcke auf, die im Großen und Ganzen auch für andere Städte zu empfehlen seien: In einer „Stadt für alle“ sei nicht nur das Bürgertum an Planungen zu beteiligen. Er forderte eine „kompakte Stadt“ und Workshops, um die Fußgängerzone attraktiver zu machen. Gleichzeitig stellte er fest, dass in Flensburg, der „Stadt am Wasser“, der Hafen das Herz der Stadt sei und dementsprechend erhalten werden müsse. Ihm schwebte als Idee ein Grenzlandmuseum vor, um die friedliche Grenzregion als Erfolgsgeschichte darzustellen. Ferner sei lokale Baukultur in Planungsprozessen, der lokalen Presse und Schulen besser zu vermitteln, dann könne angemessen und maßstabsgerecht weitergebaut werden. Ihm fiel die „zurückhaltende Gemütslage“ der Einheimischen auf, sah darin die Notwendigkeit eines „gebauten Anstoßes“ mit überregionaler Bedeutung, wie es beispielsweise einer Privatinitiative in Hamburg mit der Elbphilharmonie gelungen sei. Vorstellbar sei ein Leitbild zur Stadtentwicklung und er schlug Fotowettbewerbe vor, mit Aufgabenstellungen wie „Welches ist ihr schönstes Haus?“ Zum Schluss zog Kähler einen Vergleich mit Wismar, Stralsund und Lübeck, allesamt Hafenstädte an der Ostsee mit zahlreichen historischen Häusern, und schlussfolgerte daraus, dass Flensburg es ebenso „wert [sei], in die Liste der Weltkulturgüter aufgenommen zu werden.“ Er begründete diesen Vorstoß mit der „einmaligen Lage als landschaftsräumliches Amphitheater“, eine Eigenschaft, wie sie sonst kaum im Ostseeraum zu finden sei. Ausdrücklich ermunterte der Hanseat das Auditorium:

„Bringen Sie Flensburg auf die Weltkulturerbeliste der Unesco. Der Weg ist das Ziel!“

### Elsebeth Gerner Nielsen 2006
Im dritten Jahr entschied sich der Verein, als ersten weiblichen Protagonisten Elsebeth Gerner Nielsen (* 1960) in den Reigen der Stadtdenker aufzunehmen. Die Kopenhagener (heute wieder Koldinger) Soziologin beeindruckte die Organisatoren durch ihre politische Karriere als ehemalige dänische Kulturministerin (1998–2001), als aktives Mitglied des Folketings (1994 bis 2007) und als sachkompetente Sprecherin der linksliberalen Partei Det Radikale Venstre für Kultur, Umwelt und Immigration. Gerner Nielsen beteuerte:

„Titlen stadstænker i Flensborg er til dato mit livs største udmærkelse.“

„Der Titel Flensburger Stadtdenkerin ist die bisher größte Auszeichnung meines Lebens.“

Vor 100 Zuhörern in der Dänischen Zentralbibliothek offenbarte die Dänin in Hinblick auf ihre Affinität zur Soziographie, was sie in ihrer neuen Rolle als Stadtdenkerin ergründen wolle: „Ob sich alle Bürger in gleichem Maße in Flensburg zu Hause fühlen.“ In Gesprächen, die sie nicht nur mit „Kollegen“ aus der Politik und Verwaltung, sondern auch bei ihren Erkundungsgängen mit Passanten auf der Straße, in Kulturzentren und in Schulen führte, lautete ihre Kernfrage: „Wenn sie Stadtdenker wären, welche Initiativen würden Sie vorschlagen, um Ihre Stadt zu verbessern?“
Nach Ablauf einer Woche flirtete Gerner Nielsen in ihrem abschließenden Vortrag in der bis auf den letzten Platz besetzten Alten Post mit dem Gedanken, einen Ortswechsel vorzunehmen, und schwärmte: „Die Lage der Stadt mit dem Hafen könnte mich zum Umzug hierher bewegen. Hier möchte ich gerne wohnen.“ Ihren positiven Eindruck von Flensburg untermauerte sie in einem analytischen Katalog aus 64 Denkanstößen, die die Stärken und Schwächen der Stadt aufzeigen sollten. Zu erkennen sei Potenzial in der Rolle als kompetente Schnittstelle zwischen Deutschland und Dänemark, aus der für bilaterale Zusammenarbeiten stärkeren Nutzen gezogen werden solle. Die Mehrsprachigkeit und der Multikulturalismus – positiv erwähnte sie die türkische, russische, polnische, italienische und griechische Sprache und Kultur – trügen zur Vielfalt im Geschäfts- und Nachtleben bei. Als Schwäche erkannte sie mangelnde Zukunftsvisionen in der Stadtplanung, der Gesellschaftspolitik sowie der Grenzregion und forderte: „Flensburg sollte sich als Regionshauptstadt für Nord- und Südschlesig verstehen.“ So könne „das Fundament für die Globalstadt des 21. Jahrhundert gelegt“ werden.
Konkret empfahl Gerner Nielsen den Aufbau einer neuen Schule in der Neustadt als „Wissenspforte zur Neustadt und zur Welt“ in attraktiver Lage und mit modernem pädagogischen Konzept, und einer „Fakultät für Minderheitenforschung“, beides auf die Bedürfnisse der Integration abgestimmt. Für die Flensburger Europa-Universität käme ein Zusammenschluss mit der Syddansk Universitet in Sønderborg in Frage, für Jugendliche – wie in Island – das Pflegen von Grünflächen, Straßen und Gassen, um deren Verantwortungsgefühl gegenüber der Stadt zu stärken. Die benachteiligte Neustadt erfordere mehr Initiativen wie die KKI Kunst- und Kulturinitiative, eine begrünte Verbindung von der Straße Neustadt zum Hafen, weniger Straßenverkehr in der Harrisleer Straße (heute eine Tempo-30-Zone) und allgemein eine bessere Anbindung zur Stadt. Eindringlich pochte sie darauf, Kulturhäuser für alle kulturellen Minderheiten einzurichten, solchergestalt à la Deutsches Haus und Flensborghus, und „befahl“: „Organisieren Sie den längsten Frühstückstisch der Welt, vom Bahnhof durch die Fußgängerzone bis hinein in die Neustadt.“ Solch eine Aktion, die mit dem Besten der Flensburger Essenskultur vertraut mache, ziehe die Aufmerksamkeit der Medien nach sich, versprach sie. Mittels einer Marketing-Offensive ließen sich dänische Touristen, Neubürger und Investoren für die günstigeren Mieten, niedrigeren Lebenshaltungskosten und die vorhandenen dänischen Sprachkenntnisse begeistern. Bei neuen Fabriken und Betriebsgebäuden bemängelte sie – verglichen mit Dänemark – den fehlenden Einfluss von Architekten. Eine engere Zusammenarbeit der Stadt und den Investoren sei aus ästhetischen Gründen vonnöten und verlange eine Reglementierung durch demokratische Initiativen und politische Vorgaben für Investoren. Den Bürgern sei deutlich zu machen, dass die Politiker bestimmen, aus „Respekt vor dem politischen Prozess.“

### Udo Wachtveitl 2007
Der vierte Stadtdenker in der Reihe war der Münchener Schauspieler, Synchronsprecher, Regisseur und Drehbuchautor Udo Wachtveitl (* 1958), bekannt als Kriminalhauptkommissar Leitmayr in der ARD-Krimireihe Tatort, erregte die Aufmerksamkeit des Vereins als Kolumnist in dem Architektur-Magazin Baumeister, in dem seine heitere und nachdenklich stimmende Kolumne Wachtveitls Ermittlungen die Fachwelt entzückt, obwohl, so gab der Oberbayer den Vereinsmitgliedern zu Bedenken, sie „es nicht mit einem ausgewiesenen Fachmann zu tun haben“.
Einen ersten Eindruck von Flensburg verschaffte sich der Tatort-Kommissar bei seiner Einfahrt von der B 199 in die Schleswiger Straße, die er mit Hilfe eines Camcorders dokumentierte. Die austauschbare Industriearchitektur am Stadteingang hinterließ bei Wachtveitl einen faden Beigeschmack, der sich erst in der Innenstadt bei der Vorbeifahrt am Deutschen Haus änderte und in Anmutsbekundungen umschlug, als er sich an diesem Dezemberabend den funkelnden Lichtern in der Förde näherte und für die maritime Stadtlandschaft begeistern konnte: Er war „überrascht, wie hübsch Flensburg ist.“ Über die Mikrofone zahlreicher anwesender Journalisten, die neugierig auf seine Auseinandersetzung mit den Menschen und deren Architektur waren, ließ er zum Auftakt einer Pressekonferenz scherzhaft verlautbaren, dass er „schon als Kind gerne mit Lego gebaut“ habe. Es sei ein „wunderbares Experiment“, wie er fand, und nach Meinung des Hamburger Abendblattes „ein denkwürdiger Tatort“. Er war gespannt, was Flensburg zu erzählen habe, kündigte ein „kleines Fachgespräch“ mit dem Leiter der hiesigen Mordkommission an, wolle sich mit Schauspielern und Neubürgern unterhalten und sich ansonsten treiben lassen. Der Großstädter fühle sich in Flensburg nicht fremd, wie er in einem Interview der taz zu erkennen gab,  was er im sich ähnlicher werdenden Erscheinungsbild der Städte vermutete.
Auf dem Kennenlernabend in der Dänischen Zentralbibliothek staunte Wachtveitl über die ungewöhnlich große Anteilnahme der Flensburger am städtischen Baugeschehen und führte dies auf die aufflammenden Meinungen zum Nordertor-Anbau und zur Umgestaltung der Fußgängerzone zurück. Anerkennung zollte er außer der Bewahrung alter Bausubstanz dem „putzigen Rest von Hafenprostitution“ und erteilte den Ratschlag „den anrührenden Oluf-Samson-Gang unter Denkmalschutz zu stellen.“ Von einem Gegner des seinerzeit diskutierten Hotelneubaus am Ostufer der Förde, der Abriss eines alten Kailagerschuppens stand bevor, ließ er sich nicht „in dessen Lager ziehen“, sondern hielt sich wie seine Vorgänger eine unabhängige Meinungsbildung offen.
Zum Ende seiner „Amtszeit“ als Stadtdenker verkündete Wachtveitl in der vollbesetzten Alten Post:

„Flensburg ist eine Stadt voller Zeichen und Wunder, was für ein Reichtum!“

Der Süddeutsche zeigte sich beeindruckt von den Geschichten, die ihm die Einheimischen erzählten, von der Freundlichkeit und Informiertheit, die er vorfand, und „sah darin das eigentliche Sozialkapital, dass die Bürger sich selbst als Stadt schenken.“ Für seine Feldforschung betrieb der 49-jährige Stadtdenker, der sich anfangs wie „bei einer großen Aktion der versteckten Kamera“ wähnte, zwei Experimente: Als erstes erkundigte er sich auf dem Holm nach Blattgold, hierzulande selten nachgefragt, worauf ihm Passanten ein Fachgeschäft in der Friesischen Straße empfahlen. Wachtveitl kam daher zu der Einsicht, dass das Besondere für Flensburger ganz alltäglich sei. Für sein zweites Experiment gab er sich als naturverbundener 72-jähriger aus, der kein geregeltes Einkommen beziehe und auf der Suche nach einem festen Zuhause sei. Für sein Anliegen fingierte er zwei Briefe gleichen Inhalts und sandte diese jeweils an die Stadtverwaltung von Passau und Flensburg. Während die Anfrage an die Passauer unbeantwortet blieb, bezeugte ihm eine hierfür zuständige Mitarbeiterin in der Fördestadt, „dass jeder in Flensburg aufgenommen“ sei. Als Resümee regte er an, abseits von „Plopp, Punkten und Beate“ „einen Imagewandel einzuleiten“. Es gelte die Licht- und Lärmverschmutzung zu bekämpfen. So „sollte im Mittsommer die Stadt das öffentliche Licht für eine Woche ausgeschaltet sein“, denn „so könnte auch der Nacht zeitweise wieder zu ihrem Recht verholfen werden. In einer weiteren Woche sollte die Stadt in allen öffentlichen und halböffentlichen Räumen keine Musik mehr spielen.“ Außerdem könne beispielsweise mit im Winter wärmespeicherndem Silica-Gel die Stadt „eine Vorreiterrolle für neue Energietechnik“ ausüben. Zum Schluss appellierte der Schauspieler an die Zuhörerschaft, an die Hafenspitze ein Gewächshaus zu bauen, für das er gerne als Schirmherr auftreten könne, und ermahnte zugleich: „Bauen Sie nicht alles zu, sondern lassen Sie einiges wie es ist!“

### Henri Bava 2008
Zum vorläufig letzten Stadtdenker erkor der Verein den gebürtigen Franzosen Henri Bava (* 1957), einen Karlsruher Landschaftsarchitekten in Begleitung seiner Kollegin Lisa Diedrich, international renommiert und auf der ganzen Welt aktiv. Im Vorfeld vertrat Bava die Auffassung, dass „Viele denken, dass [ihn] nur noch große Aufgaben in exotischen Ländern begeistern,“ und gab zu bekennen: „Aber für mich ist das hier viel ungewöhnlicher.“
Auf dem Kennenlernabend, wieder in der Dänischen Zentralbibliothek, standen dieses Mal nicht Kontroversen um Großprojekte im Mittelpunkt. Vielmehr präsentierte der Landschaftsarchitekt Arbeiten seines Büros und stellte die These auf, „dass man zunächst eine physische Beziehung zum Ort aufbauen muss, um dessen Komplexität zu erfassen.“ Im Verlauf der fünftägigen Sondierung widmeten sich die beiden ganz der Topografie und der Fördelandschaft. Es wurden Rundflüge, Autofahrten und lange Spaziergänge unternommen, Kartenmaterial gesichtet sowie unter anderem Plätze, Atmosphären, Pflanzen und Fassaden fotografiert. Besonderes Augenmerk galt dem ehemaligen „Parcours des Wassers“, dem Mühlenstromtal in Höhe des Carlisle-Parks, in dem sich einst die Mühlenteiche befanden.
In seinem Abschlussbericht vor 200 Zuschauern im Obergeschoss der Phänomenta gliederte Bava seine stimmungsvollen Bilder in sechs „Erlebnisschichten“: Horizonte, Topografie, Geschichte, Parcours des Wassers, Parcours der Autofahrer und Parcours der Fußgänger. Flensburgs Horizonte mit Wellen, Holzpollern, Schiffsmasten, Pflasterbelägen an der Kaimauer und den Häuserfassaden am Ufer ergeben nach seiner Ansicht „ein unverwechselbares Bild.“ Er fand es „schön, wie man der Topografie gefolgt ist: die großen Gebäude oben und die kleinen unten am Wasser,“ stellte aber mit einem Blick auf die Geschichte fest, dass der Bahndamm eine Barriere zur Förde und zwischen der Ost- und der Westseite darstelle, die es im 16. oder 18. Jahrhundert so nicht gab. Dem Parcours des Wassers sei zu entsprechen, indem der Schwarzenbach, der Lautrupsbach und der Mühlenstrom bis an die Förde wieder freizulegen seien. Dem Parcours der Autofahrer bzw. der Verkehrsschneise zwischen dem Deutschen Haus und der Hafenspitze folgend versperre der Bahndamm den Blick auf die östliche Altstadt, das Johannisviertel. Aus ungewöhnlicher Perspektive erlebten Bava und Diedrich einen Parcours der Fußgänger, der von der praktisch stillgelegten Bahntrasse der Flensburger Hafenbahn einen Blick auf die östliche wie auch westliche Altstadt erlaubt, an der Gabelung die Förde jedoch abschirmt. Aus den gewonnenen Erkenntnissen entwarf Bava zwei Vorschläge: Erstens solle beim Bahndamm als sogenannter „Stadtdenkerdamm“ das Gleisbett durch einen Fußweg ersetzt werden. Bei einer solchen Promenade entstehe parallel zum freigelegten Mühlenstrom eine Freiraumzone. Über eine Treppe oder Rampe von der Helenenallee erreichte man zu Fuß vorbei am Flensburger ZOB den Platz an der Hafenspitze, dazu gehöre der Bahndamm bis zum Hafendamm abgeschliffen und die Bahnbrücken abgebaut. Sein zweiter Vorschlag sah vor, an der Hafenspitze eine Fördetribüne mit Treppen zum Wasser anzulegen und östlich davon ein maritimes Museum zu errichten. Bava unterstrich die Einmaligkeit des Geländes, für ihn ist

„...der Platz an der Fördespitze, die Stelle, an der das Gegenüber der Fördeseiten sich verbindet und das Wasser zum Land übergeht, der wichtigste Ort in der Flensburger Stadtlandschaft.“

## Nachwirkungen
Auswirkungen lassen sich schwer nachweisen, doch wurde in öffentlichen Diskussionen auf die Stadtdenker Bezug genommen. Sie beeinflussten vermeintlich einzelne Stadtentwicklungsprojekte, etwa Elsebeth Gerner Nielsen mit ihrem „Feuerwerk an Ideen“ in der Neustadt oder etwa den Klimapakt Flensburg, eine „Plattform für gemeinsames klimaschutzbezogenes Handeln“, die möglicherweise auf Udo Wachtveitls Anregungen zur energietechnischen Vorreiterrolle Flensburgs und für ein Gewächshaus basiert.
Vier Jahre nach dem Projekt, im November 2012, veröffentlichte der Verein Flensburger Baukultur e.V. in Zusammenarbeit mit der Gesellschaft für Flensburger Stadtgeschichte das deutsch-dänische Buch Die Flensburger Stadtdenker (dänisch Stadstænkerne i Flensborg) und wurde dabei unter anderem unterstützt von der Architekten- und Ingenieurkammer Schleswig-Holstein und dem Bund Deutscher Baumeister, Architekten und Ingenieure. Eine Neuauflage des Projektes war zu der Zeit zwar nicht geplant, aber der Vereinsvorsitzende Bernd Köster zog in Erwägung, für eine zweite Staffel etwa Filmregisseure oder Musiker zu engagieren.
Eine Nachahmung fand das Projekt 2014 in der Stadt Paderborn, wohin sich die Berliner Architekturhistorikerin und Urbanistin Turit Fröbe zusammen mit ihren Studenten aufmachte, um die Stadt aus einem neuen Blickwinkel zu betrachten.